# هالوور بیرکلند
هالوور بیرکلند (انگلیسی: Halvor Birkeland; ۳۰ اکتبر ۱۸۹۴ – ۲۶ ژوئن ۱۹۷۱) قایقران قایق بادبانی اهل نروژ بود.